# 石黒宗麿
石黒 宗麿（いしぐろ むねまろ、1893年4月14日 - 1968年6月3日）は、日本の陶芸家・慈善家。作品の多くは射水市新湊博物館に収蔵されている。富山県射水市（旧新湊市）久々湊（くぐみなと）出身。

## 来歴
1893年（明治26年）4月14日、富山県新湊の医師石黒伯の長男に生まれた。魚津中学校（現富山県立魚津高等学校）から富山中学校（現富山県立富山高等学校）に3年次編入するが中退、慶應義塾普通部に転学。20歳のとき金沢の野砲兵第九連隊に入隊、朝鮮に駐屯。23歳のとき金沢に帰還し野田で楽焼を見て陶芸に関心を抱く。
1919年（大正8年）頃、東京美術クラブにおいて、曜変天目茶碗「稲葉天目」をみて感激して陶芸に志した。小山富士夫らと日中の古陶磁の研究に着手し、その再現に努力した。1935年（昭和10年）4月10日、京都市八瀬に築窯。1941年（昭和16年）11月、柿天目、黒定窯、河南天目、木葉天目など曜変天目からの感動に発した宋窯の技法を解明した。
石黒は鉄釉にかかわる宋磁研究をもとにした品格の高い作品を発表し、唐三彩、均窯、絵高麗、三島、唐津などの作域においてもすぐれた技術を示し、陶芸界に大きな影響を与えた。その功績から1955年（昭和30年）2月、鉄釉陶器の重要無形文化財保持者（人間国宝）の認定を受けた。また同年設立された社団法人日本工芸会の理事に就任して伝統工芸の振興に力を尽し、1956年（昭和31）年2月には富山県新湊市名誉市民に推され、同年6月には陶芸研究家のために居住していた住居と工房を提供して、財団法人八瀬窯を設立し、後継者の養成にあたった。
1963年（昭和38年）11月、紫綬褒章を受章。1968年（昭和43年）勲三等瑞宝章を受章し、同年6月3日、老衰のため死去。晩年には社会福祉法人愛隣会を通じて、身体障害者や精神薄弱児、母子家庭、保育園などの福祉活動にも献身的に協力した。墓所は八瀬霊苑。